# (6158) Shosanbetsu
(6158) Shosanbetsu est un astéroïde de la ceinture principale.

## Description
(6158) Shosanbetsu est un astéroïde de la ceinture principale. Il fut découvert le 12 novembre 1991 à Ojima par Tsuneo Niijima et Takeshi Urata. Il présente une orbite caractérisée par un demi-grand axe de 2,19 UA, une excentricité de 0,07 et une inclinaison de 5,5° par rapport à l'écliptique.

## Compléments